# Dactylochelifer monticola
Espèce
Dactylochelifer monticola est une espèce de pseudoscorpions de la famille des Cheliferidae.

## Distribution
Cette espèce se rencontre en Afghanistan et au Pakistan.

## Publication originale
- Beier, 1960 : Pseudoscorpionidea. Contribution à l'étude de la faune d'Afghanistan. 27. Förhandlingar vid Kungliga Fysiografiska Sällskapets i Lund, vol. 30, p. 41-45.